# Luboš Bartoň
Luboš Bartoň (Česká Lípa, 7. travnja 1980.) češki je profesionalni košarkaš. Igra na poziciji bek šutera, a može igrati i nisko krilo. Trenutačno je član španjolske Regal FC Barcelone.

## Karijera
Karijeru je započeo 1996. u omladinskom pogonu BK SCE Děčíne, a nastavio na američkom sveučilištu Valparaiso. Nakon završeka sveučilišta, Bartoň odlazi u talijansku Skipper Bolognu. Ondje je proveo samo jednu sezonu, a onda se seli u Lottomaticu Rim. Nakon dvije sezone provedene u Rimu, odlazi u španjolski DKV Joventut. Nakon tri sezone provedene u Badaloni, 2008. postaje članom Regal FC Barcelone.

## Vanjske poveznice
- Profil na Euroleague.net
- Player Profil  Arhivirana inačica izvorne stranice od 11. ožujka 2010. (Wayback Machine) na ACB.com